# Sara Stridsberg

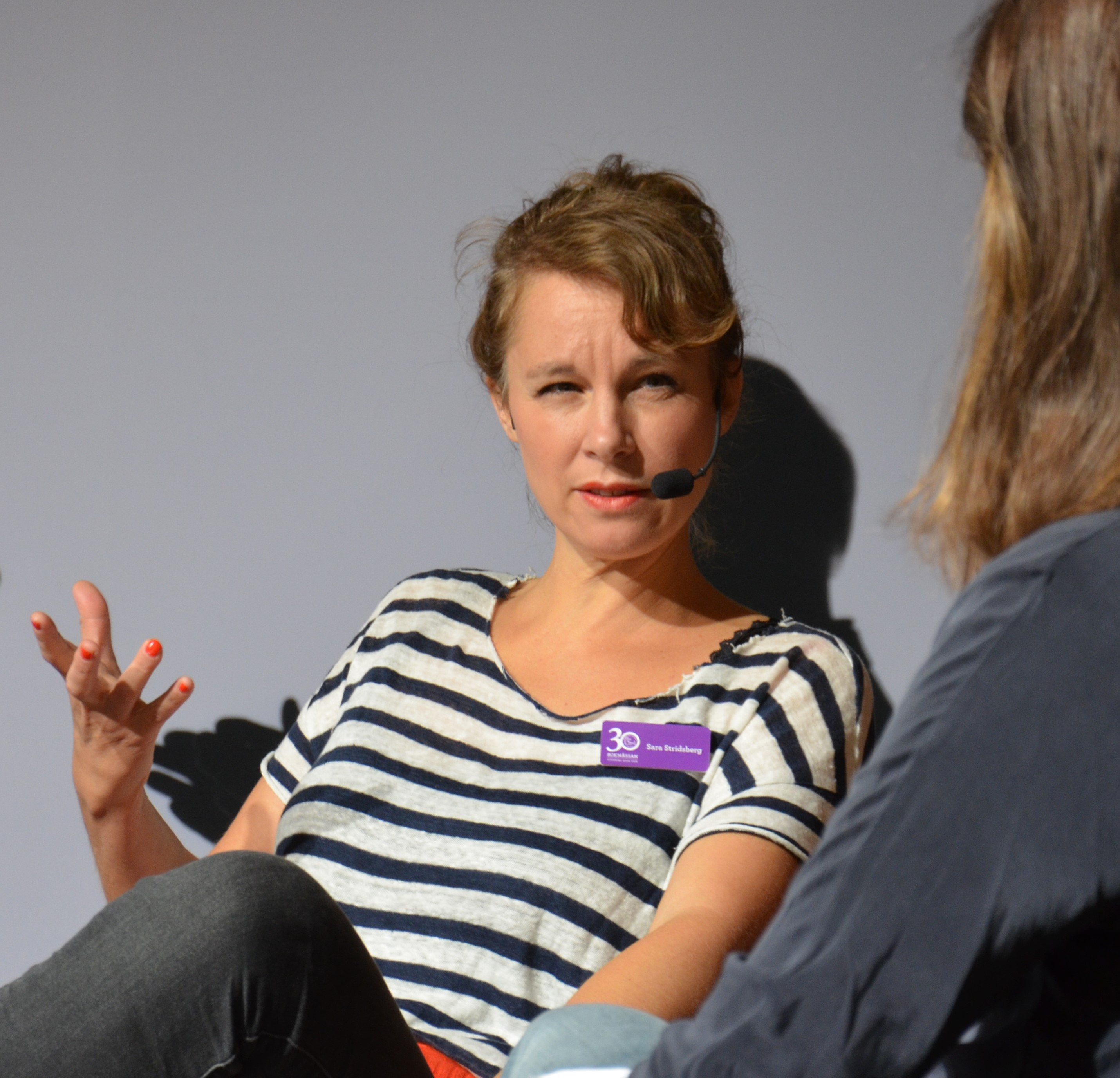
Sara Stridsberg intervjuas vid Bokmässan i Göteborg 2014.

Sara Brita Stridsberg, född 29 augusti 1972 i Solna, är en svensk författare och dramatiker. Hon romandebuterade 2004 med Happy Sally och fick sitt genombrott två år senare med Drömfakulteten. Hennes pjäser har satts upp på bland annat Dramaten och Kulturhuset Stadsteatern.
Hon är flerfaldigt prisbelönt och har tilldelats bland annat Nordiska rådets litteraturpris, De Nios Stora Pris, Sveriges Radios Romanpris, Selma Lagerlöfs litteraturpris, Aniarapriset, Doblougska priset samt Augustprisnominerats fem gånger. Hon nominerades även till det prestigefyllda Bookerpriset i England och USA för Drömfakulteten (engelsk titel: The Faculty of Dreams/Valerie) 2019.
I december 2016 valdes Stridsberg in som ny ledamot av Svenska Akademien på stol nummer 13. I samband med Akademiens kris i spåren av metoo begärde hon utträde, vilket beviljades den 7 maj 2018.
I januari 2021 valdes Stridsberg in som ny ledamot av Samfundet De Nio på stol nummer 6.

## Uppväxt
Sara Stridsberg är uppväxt i Solna, Huskvarna, Skogås och på Södermalm. Fram till att hon var elva år gammal bodde hon med familjen i Huskvarna. Föräldrarna var akademiker. Hon har studerat sociologi, idéhistoria och juridik vid Uppsala universitet och Strasbourgs universitet. Hon avlade juristexamen vid Uppsala universitet 1998, men valde att fokusera på skrivandet. Studierna fortsatte 1999 vid skrivarlinjen på folkhögskolan Biskops-Arnö. Samma år publicerade hon tillsammans med Jenny Westerstrand rapporten Juristutbildningen ur ett genusperspektiv för Uppsala universitets Jämställdhetskommitté.
Efter att ha arbetat som frilansjournalist fick hon anställning på den feministiska kultur- och samhällstidskriften Bang.

## Författarskap
Romandebuten kom 2004 med Happy Sally, om en kvinna som önskar upprepa bragden att simma över Engelska kanalen. Genombrottet följde två år senare med Drömfakulteten (2006), en fri fantasi om feministen Valerie Solanas liv. Valerie Solanas skrev bland annat SCUM-manifestet och blev omtalad också efter att ha skjutit den amerikanske konstnären Andy Warhol 1967. Stridsbergs roman nominerades till Augustpriset och fick 2007 års Nordiska rådets litteraturpris för bland annat ".. [blandningen av] dokumentärt material och fri fiktion i en febrig, vibrerande prosa".
År 2006 fortsatte hon arbetet omkring Solanas med debutpjäsen Valerie Solanas ska bli president i Amerika, som spelades på Dramaten det året med titelrollen specialskriven för Ingela Olsson. Samarbetet med Olsson har sedan fortsatt i ett antal uppsättningar genom åren, bland annat när Olsson var regissör för uruppsättningen av Stridsbergs pjäs Medealand  på Dramaten våren 2009 med Noomi Rapace i huvudrollen. Stridsbergs tredje roman Darling river kom ut 2010 och ledde till en andra Augustprisnominering.
Hösten 2012 hade pjäsen Dissekering av ett snöfall, med inspiration från Drottning Kristinas liv, urpremiär på Dramaten, dock i en kraftig bearbetning och vidarediktad version av regissören Tatu Hämäläinen. I oktober 2012 nominerades hon för tredje gången till Augustpriset i den skönlitterära klassen för boken Medealand och andra pjäser. Samma år gav hon även ut barnboken Mamman och havet med illustrationer av Anna-Clara Tidholm.
År 2014 kom hennes roman Beckomberga. Ode till min familj ut. Romanen är delvis baserad på hennes barndomsminnen från släktvisiter till Sveriges största mentalvårdsinstitution Beckomberga sjukhus, där hennes pappa vårdades. Huvudpersonen Jackie spenderar mycket tid på sjukhuset i samband med besöken hos sin far. Romanen har hyllats i bland annat Danmark. Den var nominerad till Augustpriset 2014. Beckomberga gjordes även som pjäs på Dramaten (Elverket) 2015.
En stor del av hennes berättelser och dramatik har anknytning till USA, dess moderna historia, speciella kvinnoöden, miljöer och udda personligheter, så även pjäsen Konsten att falla på Teater Galeasen hösten 2015, om de excentriska mor och dotter Bouvier-Beale (släktingar till Jacqueline Kennedy Onassis) i ett förfallet hus i välbärgade East Hampton, samt pjäsen American Hotel, om vilsna människor i ruinerna av det forna industrialistiska flaggskeppet Detroit, på Kulturhuset Stadsteatern våren 2016.
Stridsberg tilldelades 2015 De Nios Stora Pris, en summa på 300 000 kronor, med motiveringen "För ett författarskap präglat av drömsk klarhet, intensiv närvarokänsla och inlevelse med de utsatta.”.
År 2018 publicerade hon romanen Kärlekens antarktis, som återberättar en mördad kvinnas liv och skildrar relationen med hennes barn. Romanen bearbetades och sattes upp som teaterpjäs på Dramaten av Nina Jeppsson. Året efter släpptes bilderboken Dyksommar, ett samarbete med illustratören Sara Lundberg. Boken handlar om en flicka vars pappa inte vill leva längre. Dyksommar nominerades till Augustpriset 2019. Samma år släpptes Anna Hylanders dokumentär om Sara Stridsbergs författarskap, Stridsbergland.
Stridsberg kontrakterades av Kulturhuset Stadsteatern för ett uruppförande av Sårad ängel, som blev uppskjutet på obestämd tid på grund av coronapandemin. Inför scenhösten 2021 skrev hon manuset till Förbannelsen för uppsättning på samma scen.
2021 gavs även novellsamlingen Hunter i Huskvarna ut, en samling med elva noveller där titelnovellen äger rum i det Huskvarna där författaren delvis växte upp.

### Svenska Akademien
I maj 2016 meddelade Svenska Akademien att Stridsberg valts in som ny ledamot. Hon efterträdde Gunnel Vallquist på stol nummer 13 och tog sitt inträde vid Akademiens högtidssammankomst den 20 december 2016. Det var första gången i Svenska Akademiens historia som en kvinna efterträdde en annan kvinna. Den 28 april 2018 meddelade Sara Stridsberg att hon lämnade Svenska Akademien. Detta skedde i efterdyningarna till diskussionerna inom Akademien rörande kontroversen kring den så kallade "Kulturprofilen". Utträdet beviljades formellt den 7 maj 2018.

## Dramatik
- 2006 – Valerie Jean Solanas ska bli president i Amerika
- 2009 – Medealand
- 2012 – Dissekering av ett snöfall
- 2015 – Beckomberga
- 2015 – Konsten att falla
- 2016 – American Hotel
- 2021 – Sårad ängel
- 2021 – Förbannelsen

## Priser och utmärkelser
- 2004 – Stipendium ur Gerard Bonniers donationsfond
- 2004 – Sveriges Essäfonds pris
- 2006 – Aftonbladets litteraturpris
- 2007 – Nordiska rådets litteraturpris för Drömfakulteten
- 2007 – Albert Bonniers stipendiefond för yngre och nyare författare
- 2008 – Gustaf Frödings stipendium
- 2009 – Alfhildpriset
- 2010 – Tidningen Vi:s litteraturpris
- 2011 – De Nios Vinterpris
- 2012 – TCO:s kulturpris[28]
- 2012 – Henning Mankell-stipendiet[29]
- 2013 – Doblougska priset[30]
- 2015 – De Nios Stora Pris[31]
- 2015 – Aniarapriset[32]
- 2015 – Bernspriset[33]
- 2016 – Stiftelsen Selma Lagerlöfs litteraturpris[34]
- 2018 – Albert Bonniers Stipendiefond för svenska författare[35]
- 2018 – Moa-priset[36]
- 2019 – Sveriges Radios romanpris för Kärlekens Antarktis[37]

Stridsberg har även nominerats till Augustpriset fem gånger. Fyra gånger i kategorin skönlitteratur med Drömfakulteten 2006, Darling River 2010, Medealand 2012 och Beckomberga 2014, samt i kategorin barn- och ungdomslitteratur tillsammans med Sara Lundberg för Dyksommar 2019.